# Національний парк Чилое
Національний парк Чилое́ (англ. Parque Nacional Chiloé) — національний парк в Чилі, на острові Чилое неподалік від міст Кастро і Чончі. Площа парку — близько 430 км², заснований він в 1983 році. Парк розташований між 42° 07' і 42° 13' пд. ш. і між 73° 55' і 74° 09' зх. д. Більша частина парку розташована на схилах Чилійського прибережного хребта, відомого тут як Кордильєра-дель-Пьючен. Невелика частина парку розташована на острівці Металкі площею 0,5 км².
В парку є зони дюн, вальдивійських дощових лісів і боліт, у тому числі торф'яних. У парку зустрічаються багато рідкісних рослин, що ростуть виключно в південній частині Чилі, деякі з них перебувають під загрозою.
Середньорічна температура становить близько 11 °С, проте, температура найтеплішого місяця не перевищує 14 °C. Така рівна впродовж всього року температура створює унікальні кліматичні умови.